# Cusighe

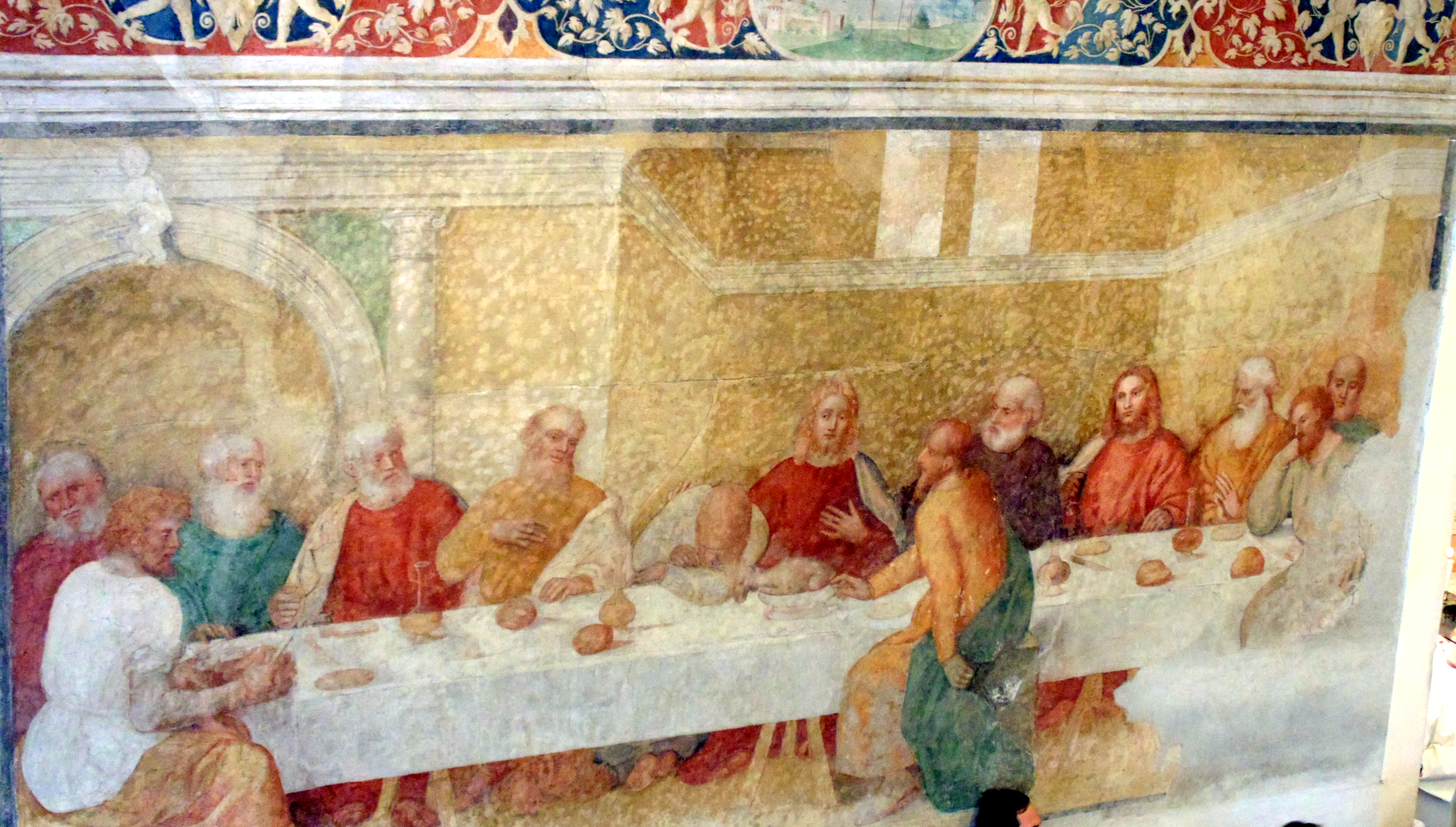
Affresco dell'Ultima Cena nella Chiesa di Sant'Aronne

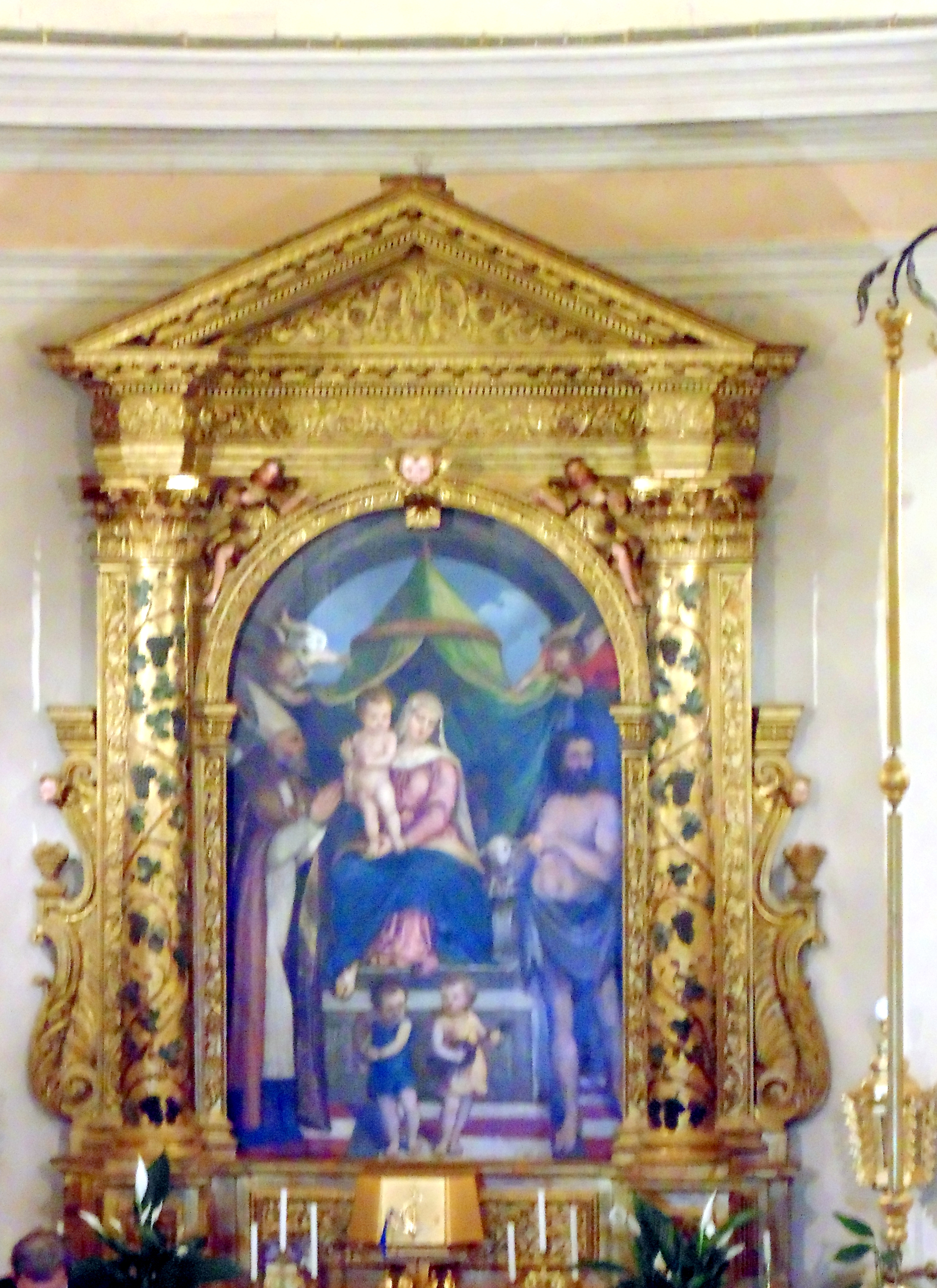
Pala dell'Altare Maggiore nella Chiesa di Sant'Aronne

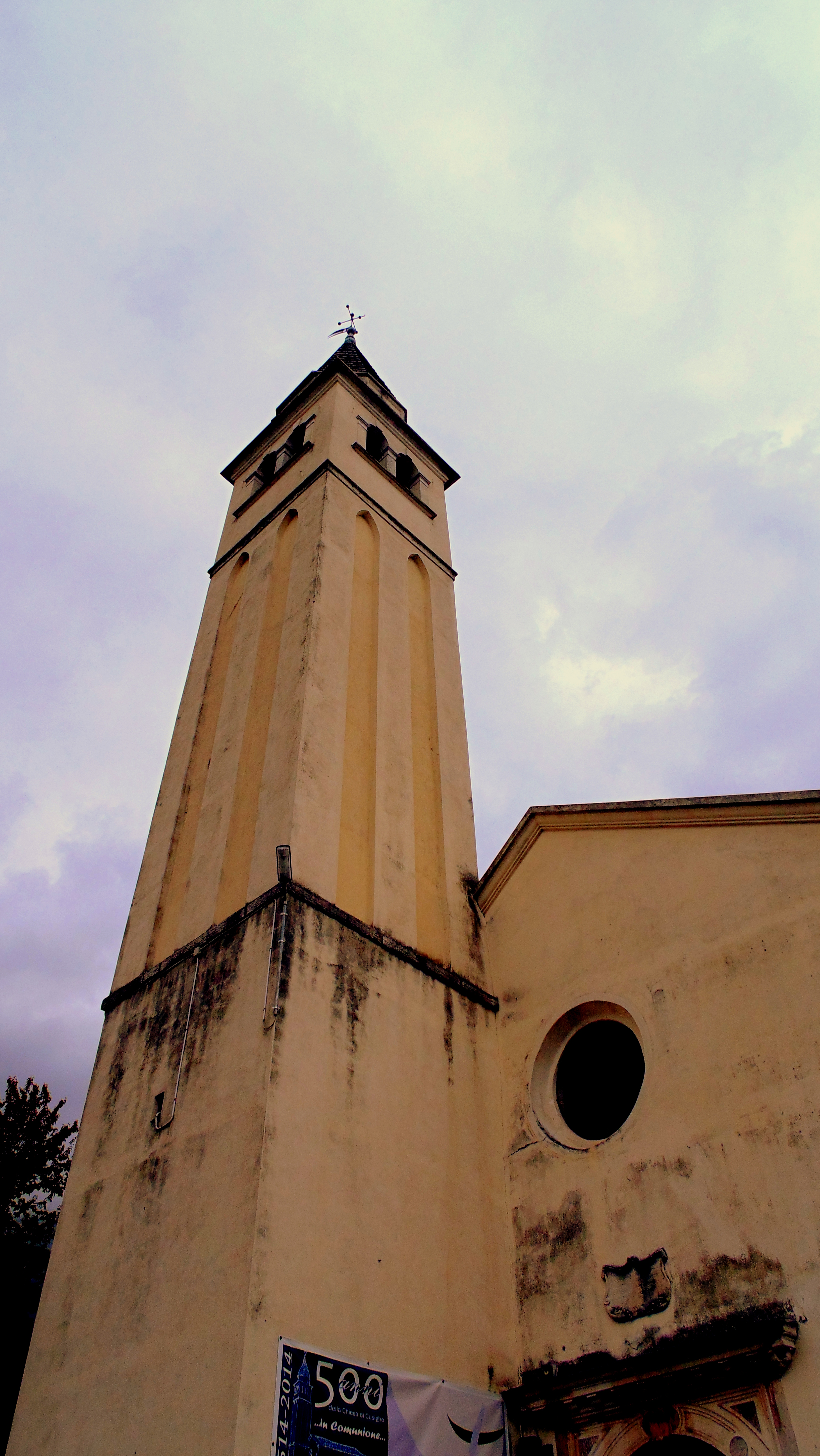
Il campanile della Chiesa di Sant'Aronne

Cusighe è una frazione di 1 645 abitanti ormai conglobata nell'area urbana della periferia nord-est della città di Belluno.
Assieme ai quartieri di Cavarzano e Baldenich è un'importante zona residenziale della città veneta.
Nella sua parte più settentrionale alle pendici del Monte Serva l'antico abitato di Sala risale all'epoca longobarda, con la chiesa quattrocentesca di San Matteo; a pochi chilometri vi è Pedeserva con la chiesa di San Liberale, antico edificio altomedievale.
Cusighe è servita dall'autobus urbano (linea B, linea R).